# Moord op Frans Ferdinand van Oostenrijk
De moord op Frans Ferdinand van Oostenrijk (en zijn vrouw) in Sarajevo door Gavrilo Princip vormde mede de aanleiding voor de Eerste Wereldoorlog (1914-1918); de redenen voor het uitbreken van deze oorlog zijn echter uiterst complex. De moord vond plaats op 28 juni 1914, toen de Oostenrijkse troonopvolger samen met zijn echtgenote, Sophie Chotek Gräfin von Chotova, hertogin von Hohenberg, een bezoek bracht aan Sarajevo, de hoofdstad van de Oostenrijk-Hongaarse provincie Bosnië en Herzegovina.

## Geschiedenis

### Voorgeschiedenis

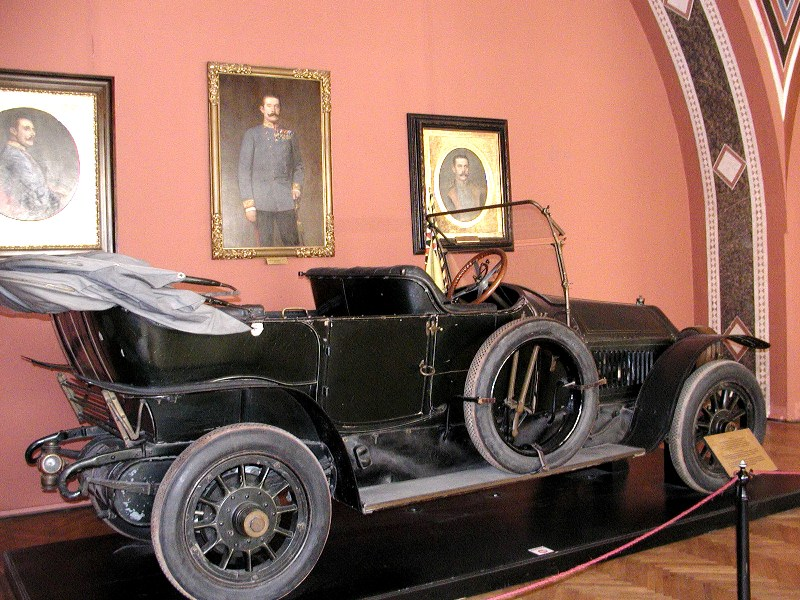
De Gräf & Stift van Frans Ferdinand, te bekijken in het Museum voor Militaire Geschiedenis in Wenen

De provincie Bosnië en Herzegovina was in 1878 door Oostenrijk-Hongarije bezet toen zij de Turken hadden verdreven en werd in 1908 geannexeerd. Servië was in 1813 door de Turken bezet. Onder bescherming van Rusland konden de Serven samen met troepen uit Oostenrijk-Hongarije in 1867 de Turken verslaan. Hierdoor raakte Servië zowel politiek als economisch zeer afhankelijk van Oostenrijk-Hongarije. De Serven kwamen hiertegen in verzet. Vanaf 1906 waren er kleine conflicten tussen Servië en Oostenrijk-Hongarije. Bosnië en Herzegovina vormde een belangrijk onderdeel van het Servische streven om alle zuidelijke Slavische volkeren in één staat te verenigen. Rusland steunde Servië in het streven naar één Balkanstaat.
Sinds de Ausgleich van 1867 was het Habsburgse rijk verdeeld in een Oostenrijks en een Hongaars landsdeel. Binnen het rijk leefden echter ook veel Slaven, die geen eigen landsdeel hadden. Vanwege fricties met de Duitse en Hongaarse adel had Frans Ferdinand lange tijd de optie voor een driedelige monarchie, dus met een Slavisch landsdeel, gesteund.
De belangrijkste oorzaak van frictie was Frans Ferdinands voorgenomen huwelijk met Sophie Chotek. Dit stuitte op weerstand, omdat zij slechts van lage adel was. Toen de Hongaarse adel zijn bezwaren tegen het huwelijk opgaf, trok Frans Ferdinand zijn steun in voor het Slavische landsdeel, dat de Hongaren veel van hun gebied zou hebben gekost. Vooral onder de zuidelijke Slavische volken in het huidige Kroatië en Bosnië-Herzegovina werd dit als verraad gezien.
Met de steun van de Hongaarse adel trouwden Frans Ferdinand en Sophie Chotek op 1 juli 1900; een ongelukkige keuze bleek later. Ze hadden weliswaar mogen trouwen, maar de keizerlijke familie stond het huwelijk pas toe nadat men was overeengekomen dat Sophie geen koninklijke status zou krijgen. Zij mocht op officiële gelegenheden niet naast haar man zitten, ook niet op de verjaardag van hun huwelijk. Omdat Bosnië-Herzegovina noch onder het Oostenrijkse, noch onder het Hongaarse landsdeel viel, bestond hier deze beperking echter niet. Daarom bezochten zij rond 28 juni 1914 een aantal dagen Sarajevo.
Door Servische nationalisten werd dit bezoek – juist op deze datum, de verjaardag van de Slag op het Merelveld – echter als een regelrechte provocatie opgevat en een groep Bosniërs, die gesteund werd door Servië, beraamde een aanslag op de kroonprins.

### Voorbereiding

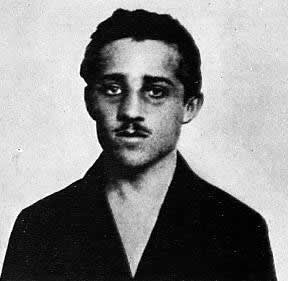
Gavrilo Princip

Op 28 mei 1914 kwamen de drie Bosnisch-Servische studenten (Gavrilo Princip, Trifko Grabež en Nedeljko Čabrinović) aan in het stadje Sabac nabij Belgrado. Ze namen meteen contact op met Cvjetko Popović van de "Zwarte Hand", een Servische nationalistische beweging. Via hem werden ze in contact gebracht met majoor Jankovic van het Servische leger, die de rechterhand was van kolonel Dragutin Dimitrijević. Hij leerde hen omgaan met wapens en munitie.
Op 6 juni 1914 vertrokken ze naar Sarajevo om er bij familie te logeren. Princip bracht zijn vriend Ilic op de hoogte van het plan om de Oostenrijkse troonopvolger te vermoorden.

### Aanslag

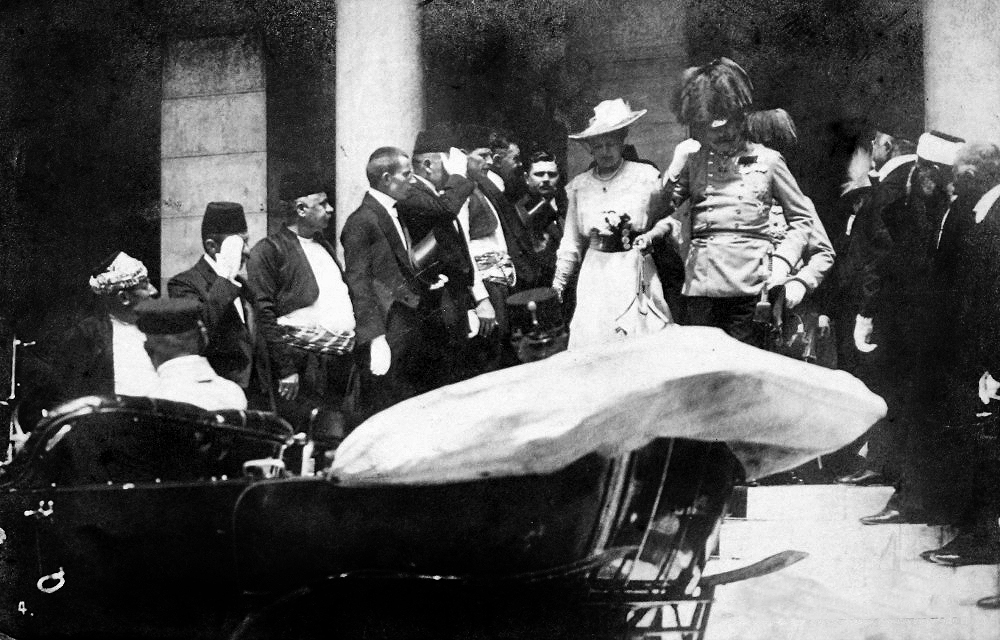
Frans Ferdinand en Sophie vijf minuten voor de aanslag

De Oostenrijks-Hongaarse troonopvolger Frans Ferdinand bracht vanaf 25 juni 1914 een officieel bezoek aan Bosnië en Herzegovina. Het bezoekprogramma van de aartshertog was bekend op 28 juni 1914 en de studenten stelden zich langs de route op.
In Sarajevo (de hoofdstad van het geannexeerde Bosnië) brachten de aartshertog en zijn vrouw Sophie op 28 juni 1914 een inspectiebezoek aan de troepen. Nadien zou men in de stad het stadhuis bezoeken. De rijtoer (in open auto's) passeerde om 10 uur Muhamed Mehmedbašić, die vanaf een brug een bom in de open wagen moest gooien, maar op het laatste moment niet meer durfde. Vervolgens passeerde de wagen Čabrinović, die een bom gooide. Deze trof geen doel, om redenen die achteraf niet duidelijk zijn geworden. Volgens de ene lezing werd de bom door Frans Ferdinand zelf weggeslagen, volgens een andere stuiterde de bom af. Hoe dan ook, de bom viel op straat waar hij ontplofte, maar hierbij raakten wel drie officieren gewond, waaronder Eric von Merizzi en graaf Alexander von Boos-Waldeck. Ook verschillende omstaanders raakten gewond. Na deze mislukking probeerde Čabrinović zijn flesje cyaankali in te nemen, maar dat was al oud en werkte niet meer optimaal en hij braakte het uit. Hij rende weg en sprong in de rivier Miljacka om zichzelf te verdrinken. Dit mislukte echter want hij sprong net in een gedeelte waar de rivier maar ongeveer 20 centimeter diep was. Hierna werd hij gearresteerd.
Frans Ferdinand zag dat de volgauto gestopt was en dat de inzittenden gewond waren. Zijn chauffeur trok op en verdween van het toneel. De aanslag leek mislukt. Princip zelf zou hebben overwogen eerst Čabrinović en zichzelf te doden maar zag ervan af; droop teleurgesteld af en ging naar de delicatessenzaak Moritz Schiller.
De aartshertog besloot het programma gewoon te laten doorgaan en na een kort bezoek aan het stadhuis (waar hij de burgemeester de mantel uitveegde omdat de veiligheid in Sarajevo blijkbaar zo slecht was dat deze aanslag gepleegd kon worden) vertrokken ze naar het hospitaal om de gewonden uit de volgauto te bezoeken. De chauffeur van Frans Ferdinand was evenwel van dit ingelaste bezoek aan het ziekenhuis niet op de hoogte en volgde de oorspronkelijk geplande route richting het paleis van de gouverneur van Sarajevo. Opmerkzaam gemaakt op het plan om eerst het ziekenhuis te bezoeken, bracht hij de Gräf & Stift in de Franz-Josephgasse (thans Zelenih beretki) tot staan. De wagen, die geen achteruit had, werd langzaam achteruit geduwd, om de weg richting ziekenhuis te kunnen inslaan.
Juist op dat moment kwam Princip de delicatessenzaak uit, die zich op de hoek van de Franz-Josephgasse bevond. Tot zijn verbazing zag hij de stoet van de aartshertog achteruitrijdend voorbijkomen. Princip bedacht zich geen moment, sprong op de treeplank van de Gräf & Stift, trok zijn FN Model 1910-pistool en vuurde twee schoten op de kroonprins en zijn vrouw. Sophie Chotek stierf vrijwel meteen door een schot in haar buik. Frans Ferdinand zei: "Sopherl! Sopherl! Sterbe nicht! Bleibe am Leben für unsere Kinder!" ("Sophie, Sophie! Niet doodgaan! Blijf leven voor onze kinderen!"). Waarschijnlijk besefte hij niet dat zijn echtgenote al overleden was. Toen werd hij in zijn hals geraakt door het tweede schot. De eigenaar van de auto, graaf Franz von Harrach, die links vooraan zat naast de chauffeur Leopold Lojka, draaide zich om en vroeg "Majestät, was ist Euch?" ("Majesteit, hoe gaat het U?"). Hij antwoordde "het is niets, het is niets". Dit waren zijn laatste woorden, vrij snel daarna raakte hij buiten bewustzijn. Het paar werd snel naar het gouverneurspaleis gereden maar Sophie Chotek was al overleden en Frans Ferdinand stierf kort erna.
Princip probeerde zich door zijn hoofd te schieten maar omstanders sloegen zijn pistool uit zijn hand en begonnen op hem in te slaan. Ook de cyaankali werd hem ontnomen en de omstanders zouden hem gelyncht hebben wanneer de politie hem niet tijdig had gearresteerd. De andere samenzweerders werden kort na de aanslag eveneens gearresteerd.

### Na de moord

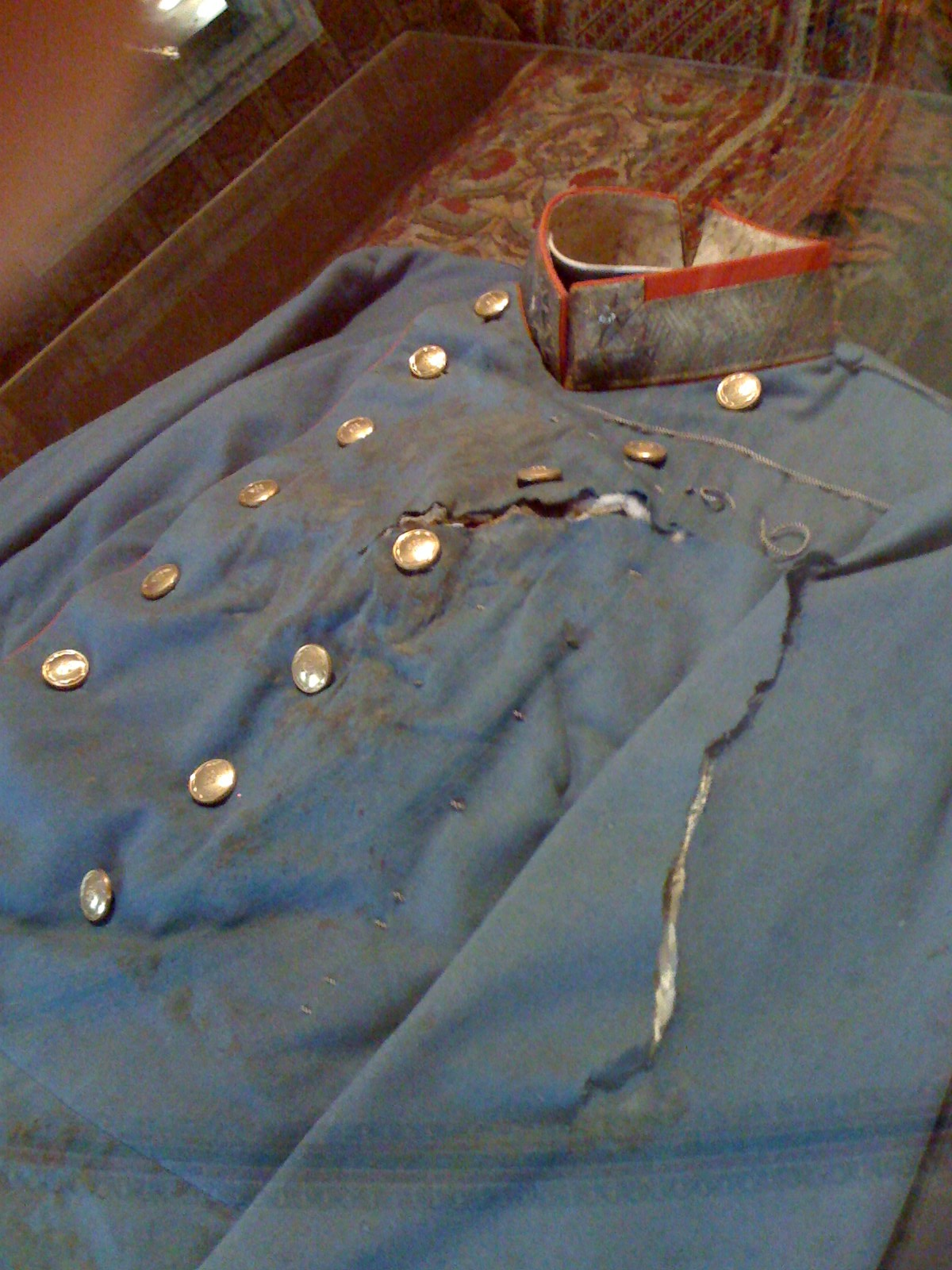
Uniformjas van Frans Ferdinand

Princip werd opgepakt, maar kon niet tot de doodstraf veroordeeld worden omdat hij nog geen 21 was. Hij werd tot 20 jaar celstraf veroordeeld. Hij overleed echter al in 1918, waarschijnlijk aan tuberculose.
Toen het nieuws bekend werd, waren de Oostenrijkers razend. Ze hadden gehoord dat Servië waarschijnlijk bij de moord betrokken was en ze vernielden en plunderden Servische winkels en andere eigendommen. Ook werden er winkels in brand gestoken. De keizer van Oostenrijk, Frans Jozef (de oom van Frans Ferdinand) toonde echter geen enkele emotie toen het nieuws hem ter ore kwam. Naar zijn mening hield Frans Ferdinand er te moderne ideeën op na.
Ook internationaal was de publieke opinie op de hand van Wenen. In 1903 hadden Servische officieren nog hun eigen koning vermoord, en deze aanslag werd gezien als een zoveelste voorbeeld van "de Servische mentaliteit". Zelfs Rusland, traditioneel een bondgenoot van Servië, keurde de daad af.
De daders waren gepakt en zouden worden berecht, Oostenrijk reageerde niet en internationaal had Servië een groot gezichtsverlies geleden. De aanslag leek dus met een sisser af te lopen.
Deze schijnbare rust was bedrog. De zogenaamde 'Oorlogspartij' van minister van Buitenlandse Zaken Leopold Berchtold, opperbevelhebber Franz Conrad von Hötzendorf en de minister van Oorlog Alexander von Krobatin, hoopte door middel van het creëren van een buitenlandse vijand de interne verdeeldheid binnen de dubbelmonarchie te stoppen. Men verzekerde zich van Duitse steun (de zogenaamde 'blanco cheque'). Bovendien zou op deze manier de invloed van het Servische nationalisme op Servische onderdanen binnen Oostenrijk-Hongarije een klap worden toegebracht. Men hoopte dat Oostenrijk-Hongarije in een korte, makkelijk te winnen oorlog Servië snel kon verslaan. Men hoopte dat de Duitse garantie, alsmede de internationale antipathie tegen de Serviërs, andere landen ervan zou weerhouden in te grijpen. Maar dan moest er wel eerst een oorlog worden uitgelokt.

### Nasleep richting wereldoorlog

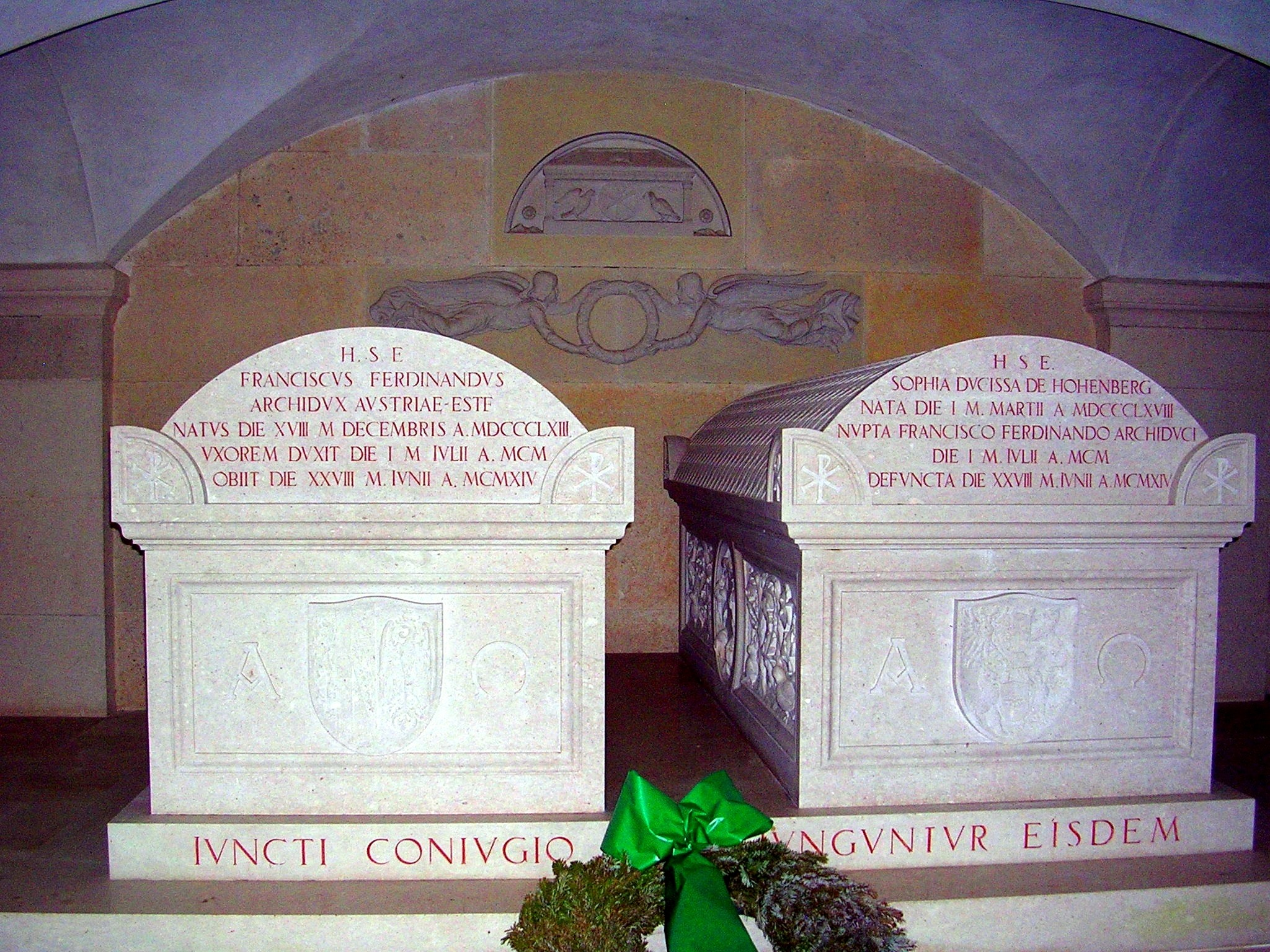
Graf van Frans Ferdinand en Sophie, in Artstetten (Oostenrijk)

Pas op 23 juli stuurde Oostenrijk-Hongarije Servië een ultimatum van 48 uur, het zogeheten Juli-ultimatum, van tien punten. Als Servië zou weigeren, zou dat oorlog betekenen. Van alle punten werd uiteindelijk alleen het zesde punt, de eis dat de Oostenrijkse officieren die onderzoek naar de moord deden ongehinderd toegang zouden krijgen tot het Servische grondgebied, niet geaccepteerd.
Oostenrijk-Hongarije ging niet akkoord en verklaarde op 28 juli 1914 de oorlog aan Servië. Servië had een verdrag met Rusland. Rusland had verdragen met Frankrijk, de Frans-Russische Alliantie, en met Groot-Brittannië, de Triple Entente. Oostenrijk had een verdrag met Duitsland en met Italië, de Triple Alliantie, en Duitsland had een verdrag met het Ottomaanse Rijk. Door deze verdragen ontstond uit de oorlog tussen Oostenrijk-Hongarije en Servië de Eerste Wereldoorlog.